# David Rennie (Filmeditor)
David Rennie (* in Buffalo, New York) ist ein US-amerikanischer Filmeditor.
David Rennie machte 1984 seinen Abschluss im Studiengang Film/Telekommunikation an der Syracuse University. Er wurde Anfang der 1990er Jahre als Schnittassistent tätig. Mit 3 Ninja Kids erhielt er seinen ersten Auftrag als eigenständiger Editor.

## Filmografie (Auswahl)
- 1992: 3 Ninja Kids (3 Ninjas)
- 1994: 3 Ninjas – Kick Back (3 Ninjas Kick Back)
- 1997: Wieder allein zu Haus (Home alone 3)
- 1999: Alles Routine (Office Space)
- 2000: The Kid – Image ist alles (The Kid)
- 2002: The New Guy
- 2002: Super süß und super sexy (The sweetest Thing)
- 2006: Idiocracy
- 2006: Kings of Rock – Tenacious D (Tenacious D in The Pick of Destiny)
- 2007: Das Vermächtnis des geheimen Buches (National Treasure: Book of Secrets)
- 2008: Die Jagd zum magischen Berg (Race to Witch Mountain)
- 2010: Du schon wieder (You Again)
- 2012: Die Reise zur geheimnisvollen Insel (Journey 2: The Mysterious Island)
- 2013: Last Vegas
- 2014: 22 Jump Street
- 2015: Masterminds
- 2016: Die Jones – Spione von nebenan (Keeping Up with the Joneses)
- 2018: Gringo
- 2018: Gänsehaut 2 – Gruseliges Halloween (Goosebumps 2: Haunted Halloween)
- 2020: Downhill
- 2021: Nicht schon wieder allein zu Haus (Home Sweet Home Alone)
- 2023: Doggy Style (Strays)
- 2023: Viel Wirbel um Weihnachten (Dashing Through the Snow)